# 久々利頼興
久々利 頼興（くくり よりおき）は、戦国時代から安土桃山時代にかけての武将。美濃国久々利城主。

## 出自
久々利氏は土岐頼清（頼宗）の五男・康貞が久々利に久々利城を築いて土着し、家督を継いだ康頼が久々利姓を称した事に始まる。康貞以来、名は悪五郎、受領名は三河守を称した。
室町幕府の奉公衆三番衆を務め、文安年間には久々利四郎、永享年間には久々利五郎、「東山番帳」には久々利民部少輔が確認できる。また、応永25年（1418年）には久々利祐貞が荏戸上郷の代官となっている。

### 系図
土岐頼清―康貞―久々利康頼（三河行春/利春）―春頼―頼忠--（略）--頼興

## 略歴
もとは斎藤道三の猶子で烏峰城主である斎藤正義の配下であったが、天文17年（1548年）2月、正義を謀殺すると東美濃の実力者として台頭した。
道三とその子・義龍の争いでは義龍に付き、その死後は龍興に仕えるが、織田信長の美濃侵攻が激しくなると永禄8年（1565年）に織田方に降った。以後、烏峰城改め金山城に入った森可成の与力となり、可成が志賀の陣で戦死した後は、その家督を継いだ長可に仕えた。天正10年（1582年）に長可が信濃国川中島に領替えとなった後は森成利の家臣扱いであったようである。
本能寺の変で成利が横死すると、信濃から金山城に戻った長可に対して遠山友忠ら東美濃の諸氏と共に反旗を翻したものの劣勢を強いられ、居城の久々利城も危うい情勢に追い込まれた。しかし、森方は度重なる戦いで疲弊しており、長可は弟・仙千代を人質として久々利城に送り和睦を求め、頼興はこれを承けた。
天正11年（1583年）1月、頼興は飛騨国への出兵についての協議を兼ねた新年祝賀行事に出席するため、仙千代と共に長可の居城である金山城を訪れ夕刻まで接待を受けた。その帰路、金山城の杉が洞口で森家家臣・加木屋正則に襲われ「斎藤大納言の仇である」として殺された。加木屋はかつて頼興が謀殺した斎藤正義の遺児・加木屋正次の子であった。この頼興暗殺は長可の策謀であり、人質として送られた仙千代も本人ではなく、その夜のうちに長可は久々利城を攻め落としている。頼興の二人の子は落城前に退出したが、その後の消息は知れず、久々利氏は絶えた。
なお、本能寺の変で信長に殉じた小姓の中には一族であろう久々利亀がいる。